# Askesta
Askesta är en småort i Söderala socken i Söderhamns kommun. 

## Historia
Här fanns ett av Norrlands största sågverk i slutet av 1800-talet.
Marma–Sandarne Järnväg, en normalspårig järnväg mellan Askesta vid sjön Marmen (Ljusnan) och Sandarne vid kusten stod färdig 1858. Sågverket och banan byggdes av James Dickson & Co med säte i Göteborg. Askesta-Sandarnekombinatet såldes av Dicksons till Bergvik och Ala 1897. Exportsågningen upphörde i Askesta 1917. Uppfordring av timmer ur Marmen fortsatte till 1970-talet. Idag (2005) är banan och sågverket borta, men vissa byggnader på bangården kvarstår.